# Marc Kravetz
Pour les articles homonymes, voir Kravetz.
Marc Kravetz, né le 2 octobre 1942 à Neuilly-sur-Seine et mort le 28 octobre 2022 à Paris, est un grand reporter français, journaliste à France Culture.
Il a reçu le prix Albert-Londres en 1980 pour ses reportages en Iran, alors qu'il travaillait pour le quotidien Libération et a présenté longtemps « Le portrait du jour », une chronique quotidienne dans Les Matins de France Culture

## Biographie
Marc Kravetz est né durant la Seconde Guerre mondiale dans un milieu juif modeste. Son père, secrétaire de mairie au Blanc-Mesnil, est entré au Parti communiste en 1932 et sa mère travaille comme employée de mairie à Levallois-Perret. Adolescent, il a été champion de gymnastique d’Île-de-France par équipe, avec la FSGT (Fédération sportive et gymnique du travail).
Ancien élève de l'École normale supérieure de Saint-Cloud (entré en 1961), Marc Kravetz figure parmi les militants du Front universitaire antifasciste (FUA), fondé en 1961, qui réunit des militants de la gauche de l’UEC mais comprend aussi en son sein un certain nombre d’étudiants du PSU et de la Jeunesse étudiante chrétienne. Chef du service d'ordre du FUA, où milite aussi son ami Jean-Louis Peninou, qui l'accompagne en Algérie à l'été 1962 pour travailler comme enseignant volontaire, il organise un grand meeting du FUA en 1962 réunissant 3 000 membres du service d'ordre parmi les étudiants des facultés parisiennes.
Puis il a été secrétaire général du bureau national du syndicat étudiant UNEF sous la présidence de Bernard Schreiner (avril 1964-avril 1965). Il en démissionne en janvier 1965. Adhérent aux ESU (Étudiants socialistes unifiés, organisation du PSU), proche de Marc Heurgon et d'André Gorz, il est alors suffisamment emblématique de l'engagement estudiantin pour que, sous la plume acide de Mustapha Khayati, son nom soit utilisé pour stigmatiser tout le mouvement politisé de l'époque dans le célèbre pamphlet situationniste, De la misère en milieu étudiant, publié anonymement (mais aux frais de l'UNEF) à Strasbourg en novembre 1966. À cette époque, il adhère aux thèses de l'extrême gauche et participe en compagnie de Christian Blanc et de Pierre Goldman à une session de formation révolutionnaire et de guérilla à Cuba pendant l'été 1967. En mai 68, il participe au journal Action.

## Carrière professionnelle
À la date de création de Libération, en 1973, Marc Kravetz rejoint le journal sur la proposition de Serge July. Il y officie pendant près de vingt ans.
Entre 1975 et 1990, il a couvert la plupart des conflits du Moyen-Orient : guerre du Liban, conflit israélo-palestinien...
En 1979, il effectue un reportage en Iran afin de couvrir un évènement d'importance : la révolution iranienne, qui démit le Shah de ses fonctions pour instaurer la république islamique. Il écrit Irano Nox à la suite de ce voyage.
De 1997 à 2000, il dirige Air-France magazine avec Jean Bayle.
À partir de 2009, Marc Kravetz est membre du comité de parrainage de l'Institut régional du cinéma et de l'audiovisuel (IRCA) présidé par le réalisateur Magà Ettori et dont le siège social est à Bastia.
Après avoir tenu pendant plusieurs années une chronique aux Matins de France Culture, il participe entre janvier et juillet 2011 à la nouvelle émission Cultures Monde, diffusée à 11 h du lundi au vendredi sur France Culture, mais ne fait plus partie de la grille de rentrée de 2011.

## Prix et distinctions
- Prix Albert-Londres en 1980 pour ses reportages en Iran.

## Publications
- Avec la collaboration de R. Bellour et A. Karsenty : L'Insurrection étudiante, 2-13 mai 1968, ensemble critique et documentaire, UGE, 10/18, 1968
- Irano Nox, Éditions Grasset, 1982  (ISBN 2246248515)
- Armand Gatti, Éditions Jean-Michel Place, 2003  (ISBN 2858936862)
- Portraits du jour, 150 histoires pour un tour du monde, les Éditions du Sonneur, 2008  (ISBN 9782916136110)
- Obama : petite encyclopédie, Dalloz, 2008
- Portraits d’animaux, 50 histoires pour un bestiaire, les Éditions du Sonneur, 2009  (ISBN 978-2-916136-23-3)